# Wilhelm Joachim von Hammerstein

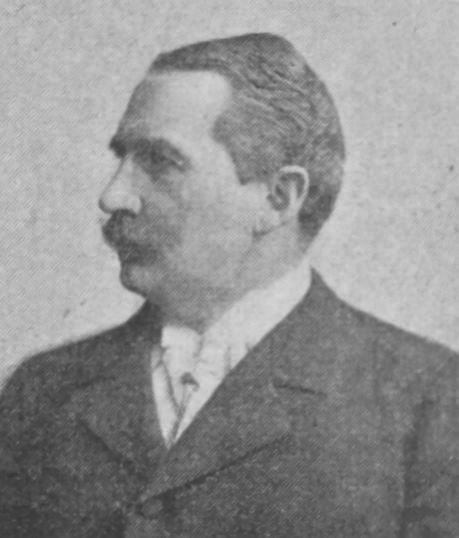

Wilhelm Joachim von Hammerstein-Gesmold, född 21 februari 1838 i Rechlin, Mecklenburg-Schwerin, död 16 mars 1904 i Charlottenburg, var en tysk politiker. 
Hammerstein blev ledamot 1876 av Preussens andra kammare och 1881 av tyska riksdagen. Han blev snart en av ledarna för den yttersta högern och övertog 1881 även ledningen av "Kreuzzeitung", men framkallade i synnerhet genom häftiga angrepp på regeringen 1889 splittring inom Deutschkonservative Partei och tvingades avgå ur dess styrelse. Han blev inte heller återvald i riksdagen 1890, men vann åter plats där 1892 och intog på nytt en framskjuten ställning i sitt parti. 
Till följd av oegenligheter i "Kreuzzeitungs" förvaltning blev Hammerstein 1895 suspenderad och reste utrikes, befanns skyldig till förfalskningsbrott för över 200 000 mark och misstänktes ha sålt sina partivänners privatbrev, som publicerades i radikala tidningar. Han greps i Brindisi i december 1895 och dömdes 1896 till fängelse.